# Steene
Steene är en kommun i departementet Nord i regionen Hauts-de-France i norra Frankrike. Kommunen ligger i kantonen Bergues som tillhör arrondissementet Dunkerque. År 2022 hade Steene 1 385 invånare.

## Befolkningsutveckling
Antalet invånare i kommunen Steene
| Referens: INSEE |